# Carol Felix al Sardiniei
Carol Felix (Carlo Felice Giuseppe Maria), (n. 6 aprilie 1765, Torino, Regatul Sardiniei – d. 27 aprilie 1831, Torino, Regatul Sardiniei) a fost Duce de Savoia, Piemont, Aosta și rege al Sardiniei din 1821 până în 1831.

## Primii ani
Carlo Felice di Savoia s-a născut la Torino ca al 11-lea copil și al 5-lea fiu al regelui Victor Amadeus al III-lea al Sardiniei și a soției lui, Maria Antonia a Spaniei. Bunicii paterni au fost Carol Emanuel al III-lea al Sardiniei  și Polixena Christina de Hesse-Rotenburg. Bunicii materni au fost regele Filip al V-lea al Spaniei și Elizabeth Farnese.
A fost fratele mai mic al altor doi conducători ai Savoiei, Carol Emanuel al IV-lea și Victor Emmanuel I. Și-a petrecut copilăria împreună cu sora sa Maria Carolina la Castelul Moncalieri. Carol Felix a avut un caracter închis, predispus la singurătate, aproape ascetic și cu o concepție sacrală a monarhiei și a dreptului de a domni. Odată cu ocuparea de către Napoleon a Piemontului în 1796, el a pierdut coroana ducatului de Savoia. Carol Felix a obținut în schimb titlul de marchiz de Susa.

## Succesiunea

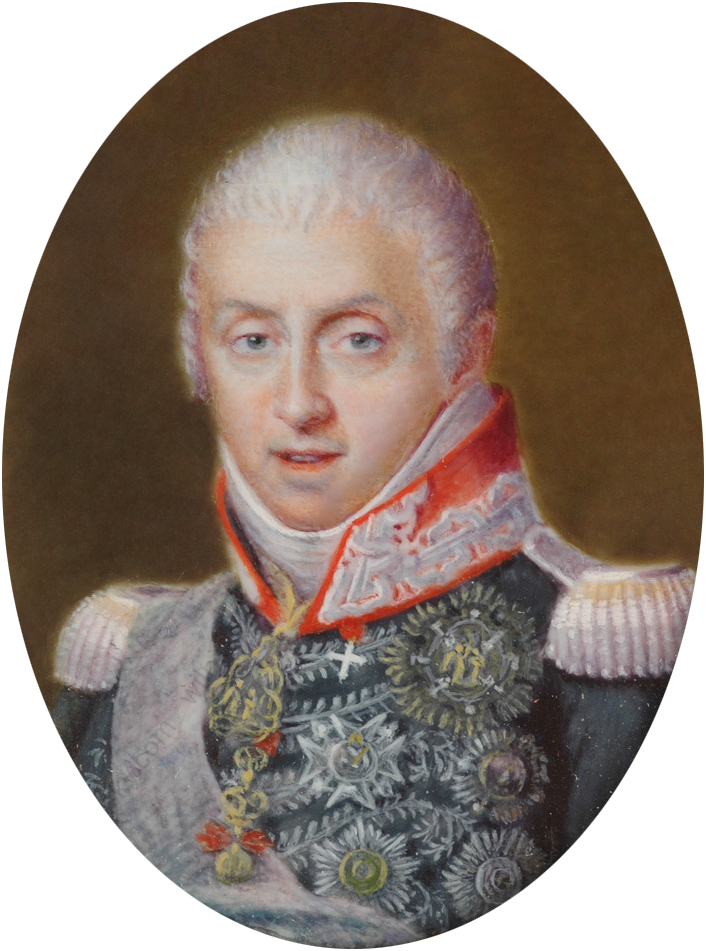
Carol Felix al Sardiniei

Fiind al cincilea fiu al regelui, nimeni nu se aștepta ca el să succeadă la tron. Totuși, fratele său mai mare Carol Emanuel al IV-lea nu a avut moștenitori și a abdicat la 4 iunie 1802. Victor Emmanuel I avea patru fiice în viață când a abdicat în 1821. Cum succesiunea era reglată de Legea Salică, Carol Felix i-a succedat fratelui său la tronul Sardiniei.

## Căsătorie
Carol Felix s-a căsătorit cu Prințesa Maria Cristina de Neapole și Sicilia (1779-1849) la 7 martie 1807. Ea era fiica regelui Ferdinand I al celor Două Sicilii și a Mariei Carolina a Austriei, sora Mariei Antoaneta, regină a Franței.
Carol Felix a murit fără să aibă moștenitori după o domnie de zece ani. După moartea sa la Palatul Chablais, a fost succedat de descendentul pe linie masculină cel mai apropiat, de Carol Albert.